# Uroš Rakovec
Uroš Rakovec (* 25. Februar 1972 in Kranj) ist ein slowenischer Gitarrist und Komponist.

## Leben und Wirken
Rakovec spielt seit seinem achten Lebensjahr Gitarre. Er besuchte zunächst die Musikschule in Škofja Loka, wo ihn Uroš Lovšin unterrichtete, anschließend die Sekundärmusikschule in Ljubljana bei Tomaž Šeguli. Dann absolvierte er ein Jazzstudium am Berklee College of Music in Boston und am Kärntner Landeskonservatorium in Klagenfurt. 
Rakovec war zunächst als Musiklehrer tätig. Seit 2006 begleitet er die Sängerin Tamara Obrovac; mit ihrem Transhistrian Ensemble hat er mehrere Alben mit istrischem Ethno-Jazz eingespielt. Weiterhin spielt er im Trio Brdnik-Rakovec-Peršl mit dem Akkordeonisten Marko Brdnik und dem Schlagzeuger Gašper Peršl. Zudem schreibt er auch Theater- und Filmmusik, bisher hat er Musik für etwa 40 Theaterproduktionen und mehrere Spielfilme wie Das Rascheln (2002), Kurzschlüsse (2006), Lajf (2008) und die Fernsehserie Hrcek Miha 
produziert.
2009 veröffentlichte das Plattenlabel Jazz in Blues ein Album seines Uroš Rakovec Trio mit dem Titel Poganjki. Er ist auch auf Alben von Amala, Mildreds, Ba-Rock, Astrid und Daniel Nösig/Tonč Feinig (Fuzzroom) zu hören.